# Андреа Крізанті (науковець)
Андреа Крізанті (італ. Andrea Crisanti, 14 вересня 1954, Рим) — італійський лікар, професор мікробіології в Падуанському університеті та політик. Раніше він працював професором молекулярної паразитології в Імперському коледжі Лондона. Він найбільш відомий завдяки розробці генетично модифікованих комарів з метою втручання або в їх репродуктивну швидкість, або в здатність передавати такі хвороби, як малярія.

## Біографія
Андреа Крізанті отримав ступінь магістра медицини та хірургії в Італії в Римському університеті ла Сап'єнца. Крізанті був постдокторантом у Центрі молекулярної біології (ZMBH) Гайдельберзького університету. У 1994 році Крізанті став викладачем в Імперському коледжі Лондона, а потім був призначений його професором у 2000 році. Він також є директором Центру функціональної геноміки в Університеті Перуджі. Він є автором понад 100 наукових публікацій у провідних наукових журналах, включаючи «Proceedings of the National Academy of Sciences of the United States of America», «The EMBO Journal», «Cell», «Science» і «Nature».
В Імперському коледжі Лондона Крізанті розробив технології знищення переносника малярії у людини Anopheles gambiae. Робота Крізанті використовує біологічні властивості класу егоїстичних генетичних елементів (хомінгу ендонуклеази) для розробки технології перенесення генів. Використовуючи таку технологію, Крізанті розробив генетично модифікованих комарів, які виробляють потомство лише чоловічої статі. У майбутньому подальше удосконалення технології може призвести до розробки засобів боротьби з переносниками на основі випуску лише кількох генетично модифікованих комарів. Через природне розмноження гени можуть ефективно поширюватися серед великих популяцій польових комарів, зменшуючи кількість комарів, які поширюють малярію, у дикій природі та, зрештою, знижуючи захворюваність на малярію. У 2018 році Крісанті та його колеги продемонстрували, що CRISPR/Cas9 можна запрограмувати для атаки на збережену ділянку гена визначення статі, doublesex, який порушує розвиток самок комарів і може ефективно поширюватися на 100 % популяції в кілька поколінь. Це дослідження являє собою перший випадок, коли дослідникам вдалося заблокувати репродуктивну здатність складного організму в лабораторії за допомогою дизайнерських молекулярних підходів.
У 2011 році Крізанті було призначено головним редактором медичного журналу «Annals of Tropical Medicine and Parasitology», який у 2012 році під керівництвом Крізанті перетворився на «Pathogens and Global Health», що відображає новостворену більш широку спрямованість журналу. Крізанті є головою наукової групи Програми Марії Кюрі ЄС «I-Move», і консультує з питань безпеки генетично модифікованих комах для Consilium Pontificium Ватикану та Європейського агентства з безпечності харчових продуктів.

### COVID-19
У березні 2020 року під час епідемії COVID-19 в Італії Крізанті провів аналіз жителів Во і виявив, що більшість інфікованих людей були безсимптомними носіями, але здатними поширювати вірус COVID-19. Дослідження Крізанті, опубліковане в журналі Nature, було рішуче підтримано редакційною статтею BMJ, яка з'явилася 1 липня. Крізанті дуже критикував Всесвітню організацію охорони здоров'я. Його методологія взяття мазка з горла для тестування була завершена 25 січня (помилково вказана дата), і була однією з перших у світі. Крізанті вимагав і отримав співпрацю з президентом Венето Лукою Дзайя, незважаючи на опозицію з боку ВООЗ, яка підтримувала адміністрацію Джузеппе Конте. У сусідній Ломбардії кількість померлих перевищила 16800, тоді як у Венето вона була мінімальною. На думку Крізанті
рекомендації ВООЗ були абсолютно неправильними, неймовірним прикладом неузгодженості… Їхні бюрократи були далекі від проблеми та науки. Я думаю, що те, що зробив Дональд Трамп [виведення Сполучених Штатів із ВООЗ], є одним із небагатьох його вчинків, з якими я можу погодитися.
Оригінальний текст (англ.)
the WHO guidelines were completely wrong, an incredible example of incoherence... Their bureaucrats were far away from the problem and far away from the science. I think what Donald Trump did [moving to pull United States out of WHO] is one of the few things he's done that I can agree with.

## Особисте життя
Андреа Крізанті одружений, його дружину звати Ніколетта, вони мають сина Джуліо; він вважає себе римо-католиком.